# 费内尔
费内尔是土耳其伊斯坦布尔法蒂赫区的一个街区，滨临金角湾。区内街道布满古老的木屋、教堂和犹太会堂，可以追溯到拜占庭帝国和奥斯曼帝国时代。介于主轴线和岸边之间的木屋经常使用来自本都或黑海地区的进口木材，其优美的立面大多在1930年代以来因拓宽街道而消失。区名是希腊语 φανάριον（路灯）的土耳其语音译。 

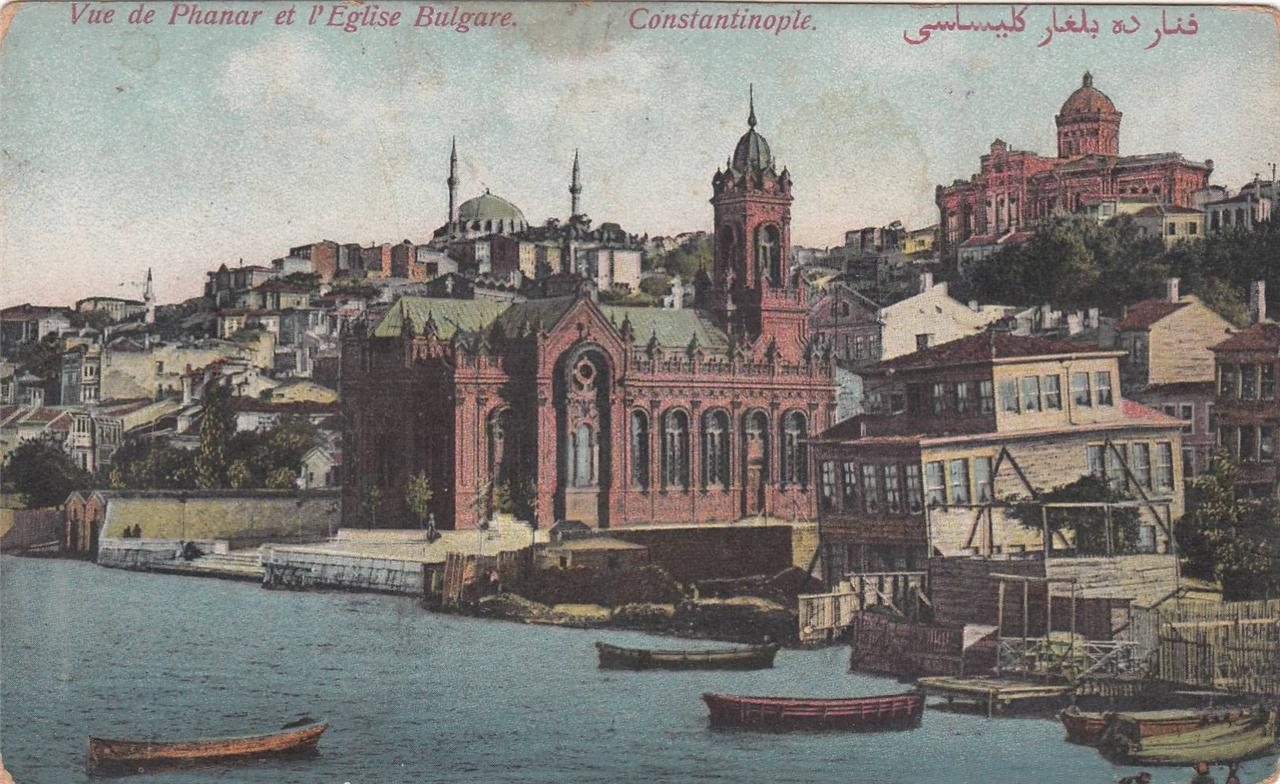
1900年

1453年君士坦丁堡陷落后，许多希腊人仍住在费内尔区，称为费内尔人。在奥斯曼帝国时期，富有的费内尔人被任命为土耳其欧洲和希腊，以及瓦拉几亚和摩尔多瓦的官员。君士坦丁堡普世牧首也迁居本区的圣乔治座堂。费内尔成为其代称，正如“梵蒂冈”代表罗马天主教的教廷。1941年，一场大火摧毁了牧首宫。1989年建立新的宫殿。保加利亚圣斯德望堂是一座重要的教堂，位于牧首宫和金角湾的海岸之间。还有其他许多希腊东正教教堂。

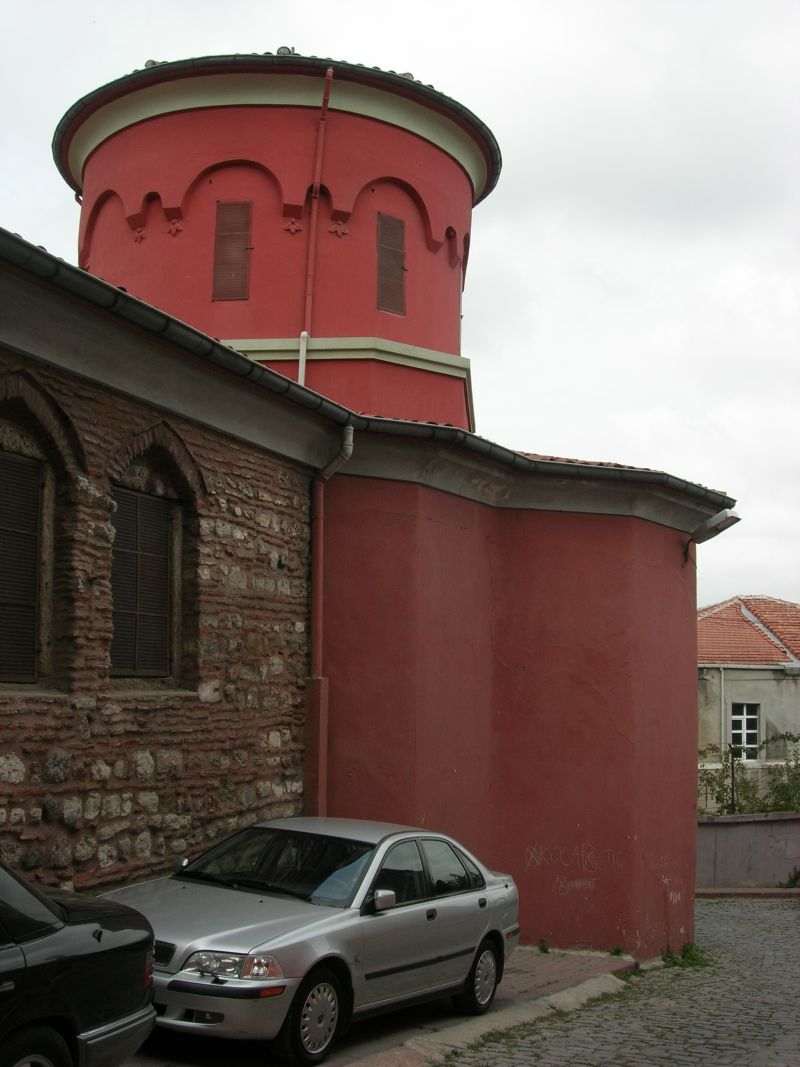
蒙古圣玛利亚教堂
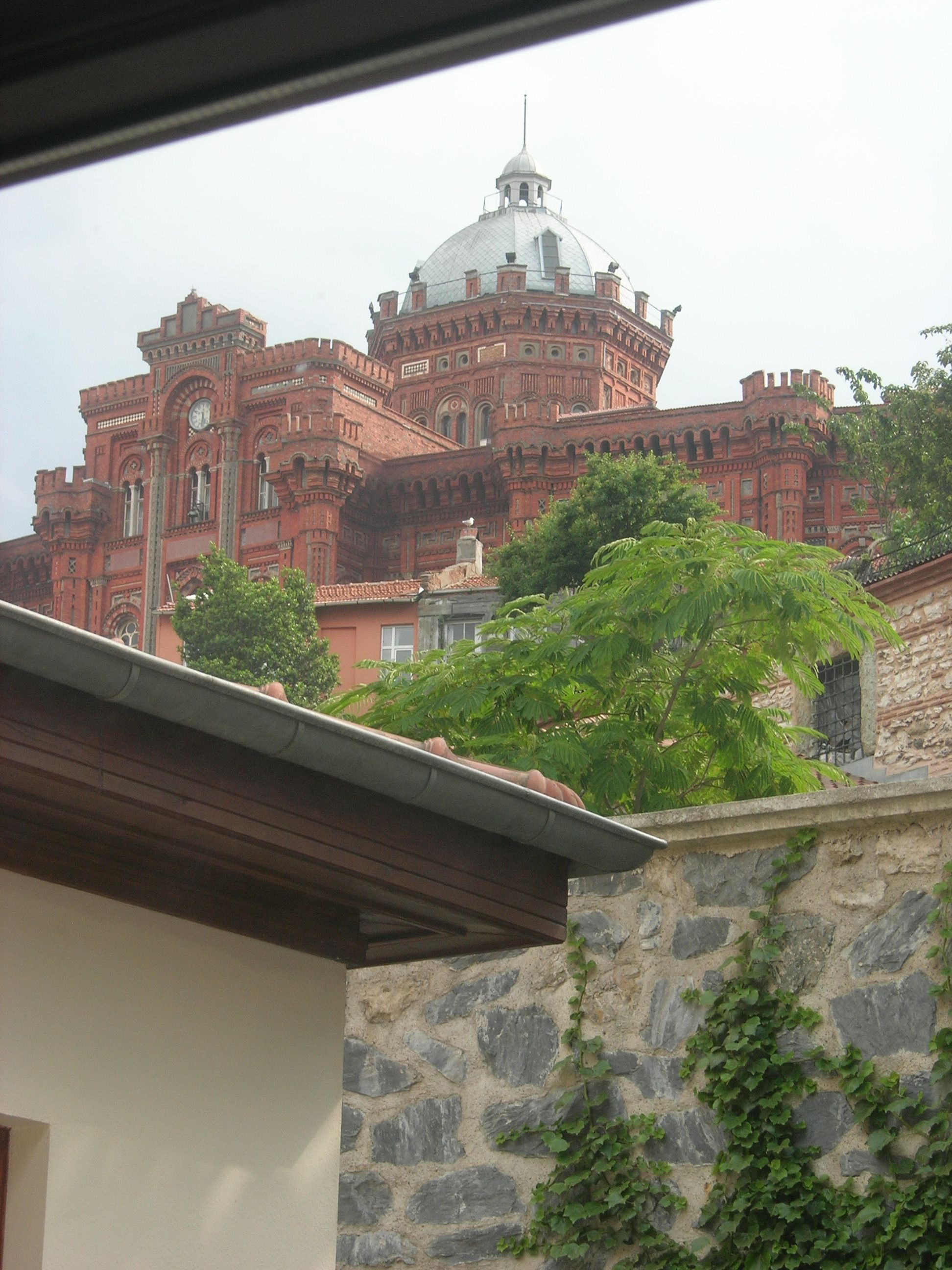
法那尔希腊正教学院
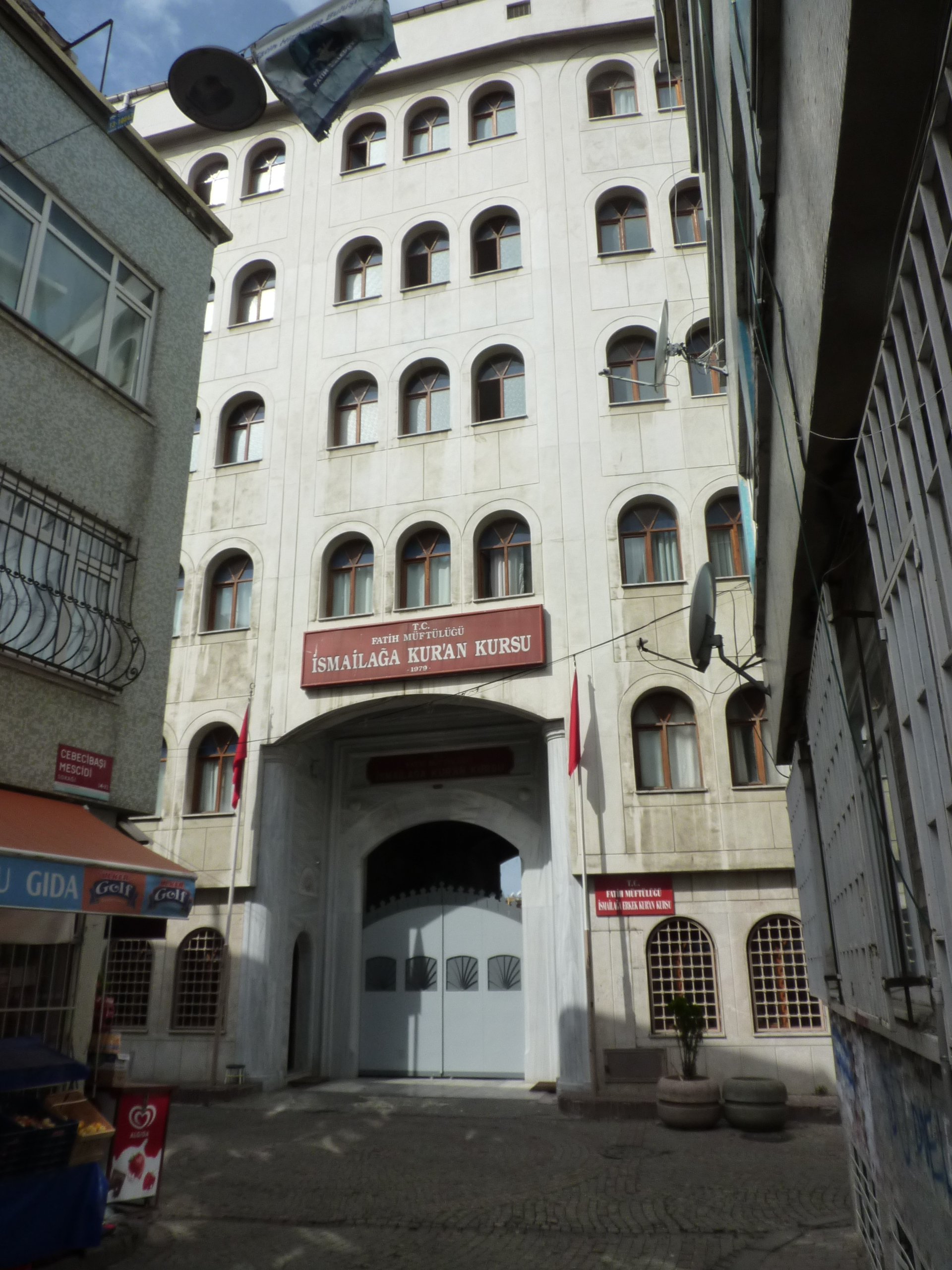
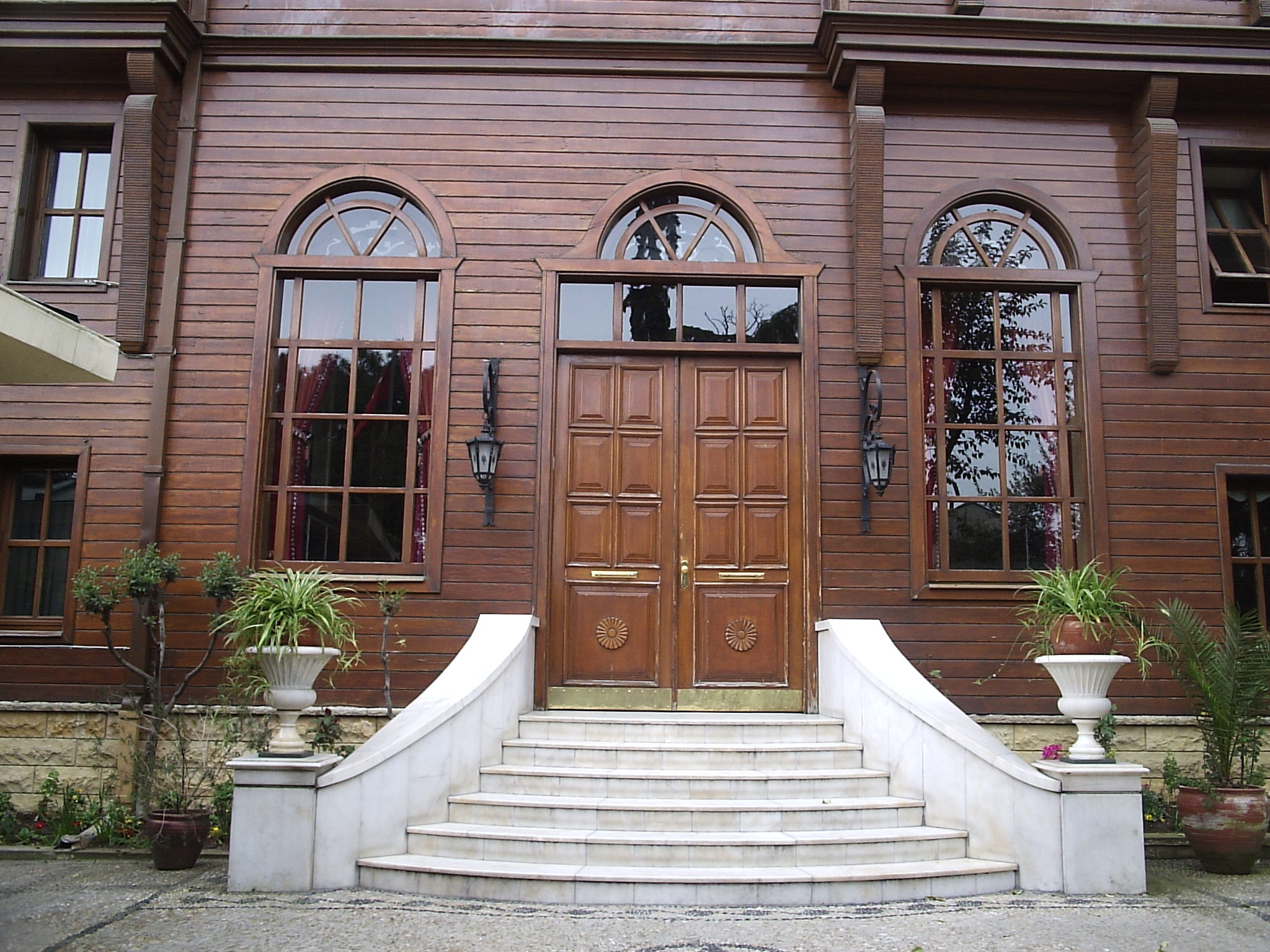
牧首宫